# Michał Kubiak
Pour les articles homonymes, voir Kubiak.
Michał Kubiak est un joueur polonais de volley-ball né le 23 février 1988 à Wałcz (voïvodie de Poméranie occidentale). Il mesure 1,92 m et joue réceptionneur-attaquant. Il totalise 93 sélections en équipe de Pologne.

## Clubs
| Club                  | De        | À         |
| --------------------- | --------- | --------- |
| Joker Piła            | 2005-2006 | 2005-2006 |
| AZS Olsztyn           | 2006-2007 | 2006-2007 |
| KS Poznań             | 2007-2008 | 2007-2008 |
| Hapoël Kiryat Ata     | 2008-2009 | 2008-2009 |
| Pallavolo Padoue      | 2009-2010 | 2009-2010 |
| Politechnika Varsovie | 2010-2011 | 2010-2011 |
| Jastrzębski Węgiel    | 2011-2012 | 2013-2014 |
| Halkbank Ankara       | 2014-2015 | 2015-2016 |
| Panasonic Panthers    | 2016-2017 | ...       |
| → Shanghai Golden Age | 2018      | 2018      |

## Palmarès

### En sélection
- Ligue mondiale (1)
  - Vainqueur : 2012
- Coupe du monde
  - Finaliste : 2011

### En club
- Championnat du monde des clubs
  - Finaliste : 2011
- Coupe de Pologne
  - Finaliste : 2012
- Supercoupe de Turquie (2)
  - Vainqueur : 2014, 2015
- Coupe de Turquie (1)
  - Vainqueur : 2015
- Championnat de Turquie (1)
  - Vainqueur : 2016
  - Finaliste : 2015
- Coupe du Japon (1)
  - Vainqueur : 2017
- Championnat de Chine (1)
  - Finaliste : 2018